# بول غرينغارد
بول غرينغارد (بالإنجليزية: Paul Greengard)‏ ولد في 11 ديسمبر 1925 بمدينة نيويورك، هو طبيب أعصاب أمريكي حصل على جائزة نوبل في الطب سنة 2000 مناصفة مع مواطنه إريك كاندل والسويدي أرفيد كارلسون وذلك عن اكتشافاتهم المتعلقة بنقل الإشارات العصبية في الجهاز العصبي. شغل في أواخر حياته منصب أستاذ كرسي فنسنت أستور في جامعة روكفلر.

## نشأته
ولد لأسرة أمريكية ترجع إلى أصول يهودية ألمانية. بعد وفاة والدته اليهودية أثناء ولادته، تزوج والده بأخرى تدين بالمسيحية، فنشأ غرينغارد على المسيحية الأسقفية.
تعلم غرينغارد بالمدارس الحكومية في بروكلين وكوينز ثم خدم بالبحرية الأمريكية لمدة ثلاث سنوات خلال الحرب العالمية الثانية كفني إلكترونيات، ثم عين ضمن فريق في معهد ماساتشوستس للتقنية كان يقوم على تطوير نظام للإنذار المبكر ضد طائرات الانتحاريين (الكاميكاز) اليابانية لحماية سفن البحرية الأمريكية من هجماتها.

## دراسته وتأهيله الطبي
بعد انتهاء الحرب العالمية الثانية التحق غرينغارد بكلية هاملتون في كلينتون بنيويورك حيث حصل على درجة البكالوريوس في الرياضيات والفيزياء وتخرج سنة 1948، وبعد تفكيره في استكمال دراسته العليا في الفيزياء النظرية قرر غرينغارد التراجع عن ذلك، وكان سبب تراجعه ـ على حد قوله ـ أن الأبحاث الفيزيائية في فترة ما بعد الحرب العالمية الثانية كانت تنصبّ على الأسلحة النووية التي كان قد شاهد لتوه مدى الدمار الذي أحدثته في اليابان. لذلك اتجه غرينغارد إلى دراسة الفيزياء الحيوية بجامعة بنسلفانيا تحت إشراف البروفيسور ديتليف برونك (لغة إنجليزية | بالإنجليزية Detlev W. Bronk) الذي انتقل إلى رئاسة جامعة جونز هوبكنز بعد التحاق غرينغارد بالفريق بفترة وجيزة وأخذ بعض أعضاء الفريق معه إلى جامعة جونز هوبكنز لإنشاء قسم للفيزياء الحيوية هناك ومن بينهم هالدان هارتلاين الذي عين سنة 1949 رئيساً لذلك القسم، والحائز هو الآخر على جائزة نوبل في الطب فيما بعد (سنة 1967) والذي أشرف على غرينغارد في أول أبحاثه المعملية في جامعة جونز هوبكنز.
اتجه غرينغارد إلى البحث في الوظائف الجزيئية والخلوية للخلايا العصبية بعد أن تأثر بمحاضرة ألقاها ألان هودجكين. حصل غرينغارد على درجتي الدكتوراه في الطب ودكتوراه فلسفة من جامعة جونز هوبكنز في بالتيمور سنة 1953 ثم عمل بالتدريس في كلية ألبرت أينشتين الطبية بمدينة نيويورك وفي جامعة ييل بنيو هافن بولاية كونيكتكت، وشغل منصب أستاذ ورئيس قسم العلوم العصبية الجزيئية والخلوية بجامعة روكفلر بمدينة نيويورك منذ سنة 1983.

## مناصب علمية أخرى
شغل غرينغارد منصب عضو مجلس المحافظين العلميين بمعهد سكريبس البحثي، كما كان رئيس عامل لمركز فيشر لأبحاث الألزهايمر وعضو بمجلس مؤسسة ميكل ستيرن البحثية المتخصصة في دراسة الشلل الرعاش، كما انتخب سنة 2006 عضواً بالأكاديمية الصربية للعلوم والفنون.

## أعماله البحثية
درس غرينغارد تأثير هرمون الدوبامين (وهو أحد الناقلات العصبية)، والذي كان وجوده معروفاً للعلماء غير أن طريقة عمله لم تكن واضحة لهم تماماً ، وقد وجد غرينغارد أن الدوبامين يتسبب في بدء مجموعة من التفاعلات داخل الخلية العصبية (النيورون) والتي يوجد على سطحها مستقبلات تسمى "مستقبلات الدوبامين". وعندما تقوم خلية عصبية ما بإفراز ناقل عصبي تقوم خلية عصبية مجاورة باستقبال هذه المادة الكيميائية وتستجيب عن طريق إطلاق إشارة كهربية، ويسمى هذا النوع من التواصل ما بين الخلايا العصبية بالتوصيل الإشاري (بالإنجليزية signal transduction)ـ. وقد كان حصوله على جائزة نوبل "لأنه وضح كيفية تأثير النواقل العصبية على الخلية وكيف يمكنها تنشيط جزيء مركزي يعرف بـ DARPP-32

## جائزة بيرل مايستر غرينغارد
خصص غرينغارد المبلغ المالي الذي حصل عليه من جائزة نوبل لتمويل جائزة باسم «جائزة بيرل مايستر غرينغارد» (نسبة إلى أمه التي توفيت أثناء ولادته) التي أنشأها سنة 2004 وخصص قيمتها (البالغة 50 ألف دولار) لإحدى العالمات من السيدات اللائي يعملن في مجال الأبحاث الطبية والحيوية، وذلك بهدف «القضاء على التمييز ضد المرأة في مجال العلوم».

## وصلات خارجية
- بول غرينغارد على موقع الموسوعة البريطانية (الإنجليزية)
- بول غرينغارد على موقع مونزينجر (الألمانية)
- بول غرينغارد على موقع إن إن دي بي (الإنجليزية)
- سيرة ذاتية لغرينغارد بقلمه على موقع مؤسسة نوبل
- محاضرة نوبل التي ألقاها غرينغارد في معهد كارولنسكا باستكهولم